# デウィット・ペック
デウィット・ペック（DeWitt Peck, 1894年5月29日 - 1973年1月13日）は、アメリカ合衆国の軍人。アメリカ海兵隊に所属し、第18代海兵隊総司令官補(ACMC)などを務めた。最終階級は少将。

## 経歴
1894年、カリフォルニア州ベーカーズフィールドに生まれる。ニューヨーク州で少年期を過ごし、1915年に海軍兵学校を卒業して海兵隊少尉に任官した。その後、米国占領下のハイチに派遣されたのを皮切りに、キューバ、パナマ、フランス、ドイツ、ニカラグアなど各国での海外勤務を重ねる。1917年3月26日までに大尉に昇進している。合衆国がデンマークからヴァージン諸島を購入した際の記念式典にも代表者の1人として派遣されている。第一次世界大戦中は第5海兵連隊の一員として欧州に派遣され、シャトー＝ティエリの戦いの最中には2度負傷している。第一次世界大戦中の戦功から、彼は名誉戦傷章、戦勝記念記章（ミューズ＝アルゴンヌ戦闘章付）、星章付海兵隊遠征メダルなど、複数の勲章等を受章している。1919年、米国に帰国し、バージニア州クワンティコの射撃学校(school of musketry)に教官として配属される。1922年、キューバ派遣。1929年1月2日には少佐に、1934年5月29日には中佐に昇進。1939年にはキャンプ・ペンドルトン海兵隊基地の参謀長となり、この職にあった最中の同年2月1日には大佐に昇進している。1939年11月、上海に駐屯していた第4海兵連隊の連隊長に就任。第4連隊長の職にある期間、彼はアジアにおけるアメリカ軍戦力の大部分の指揮を担う高級指揮官の1人と見なされていた。1941年3月、米国に帰国し、海軍省内の合衆国艦隊司令長官本部(Headquarters, Commander in Chief, U.S. Fleet)に配属される。
1942年5月から1943年7月まで南太平洋戦域および南太平洋軍司令官(Commander South Pacific Area and South Pacific Force)付の作戦計画担当参謀長補(Assistant Chief of Staff for War Plans)を務める。その後、海兵隊計画・方針部(Marine Corps Division of Plans and Policies)の部長に就任。1944年1月1日、少将に昇進。その後、1944年1月20日から1945年7月30日まで海兵隊総司令官補の職を務め、1946年11月1日に退役した。
1973年1月13日、アンドルーズ空軍基地病院にて死去。

## 受章
ペックは次の勲章等を受章している。
| Gold star                 |                                         |  |             |
| Bronze star · Bronze star | Bronze star · Bronze star               |  | Bronze star |
|                           | Bronze star · Bronze star · Bronze star |  |             |

| 1段目 | レジオン・オブ・メリット | レジオン・オブ・メリット | レジオン・オブ・メリット | レジオン・オブ・メリット   | 名誉戦傷章                 | 名誉戦傷章                 | 名誉戦傷章               | 名誉戦傷章               | 海軍・海兵隊褒章メダル   | 海軍・海兵隊褒章メダル | 海軍・海兵隊褒章メダル | 海軍・海兵隊褒章メダル |
| 2段目 | 海兵隊遠征メダル         | 海兵隊遠征メダル         | 海兵隊遠征メダル         | 第一次世界大戦戦勝記念章   | 第一次世界大戦戦勝記念章   | 第一次世界大戦戦勝記念章   | ニカラグア戦線記念記章   | ニカラグア戦線記念記章   | ニカラグア戦線記念記章   | アメリカ防衛従軍記章   | アメリカ防衛従軍記章   | アメリカ防衛従軍記章   |
| 3段目 | アメリカ従軍記章         | アメリカ従軍記章         | アメリカ従軍記章         | アジア・太平洋戦線記念記章 | アジア・太平洋戦線記念記章 | アジア・太平洋戦線記念記章 | 第二次世界大戦戦勝記念章 | 第二次世界大戦戦勝記念章 | 第二次世界大戦戦勝記念章 | 殊勲章（ニカラグア）   | 殊勲章（ニカラグア）   | 殊勲章（ニカラグア）   |